# Mircea Carp
Mircea Carp (n. 28 ianuarie 1923, Gherla, Cluj, România – d. 7 iunie 2024) a fost un ziarist român.
Tatăl lui Mircea Carp a fost ofițerul de cavalerie Constantin Carp, dintr-o familie Carp din Iași. Mama lui Mircea Carp a fost Ecaterina (Tatiana) Catargi, descendentă din Lascăr Catargi (1823-1899), prim-ministru  conservator al  României, în patru rânduri. În Primul Război Mondial, ofițerul Constantin Carp a comandat un escadron de cavalerie, care a luptat la Măgheruș în anul 1916.
Mircea Carp a copilărit la Botoșani, a urmat Liceul Militar la Iași și la Mănăstirea Dealu din Tîrgoviște, după care a fost ofițer, luptând și în al Doilea Război Mondial. Din motive politice a fost dat afară din armată în 1946 și a fost închis între august și noiembrie 1947.
A plecat clandestin din România în Austria (prin Ungaria) în ianuarie 1948, iar după emigrarea în SUA (1951 sau 1952) a lucrat la postul de radio „Vocea Americii” (din 1955), mai întâi ca și crainic, iar apoi ca redactor și șef al secției române.
În 1979 a fost angajat de Radio Europa Liberă ca director-asistent, unde a rămas până la pensionarea sa din 1995.
A fost nepotul lui Garabet Ibrăileanu.
La Biblioteca Centrală Universitară din Cluj există un fond „Mircea Carp”.
În ultima parte a vieții a locuit la München. A fost căsătorit de două ori (a doua soție fiind Gabriela Dumitrescu, critic de artă) și are un fiu, Mihai, căruia i-a dat numele după unchiul său (fratele tatălui) și în onoarea Regelui Mihai I al României.

## Scrieri
- Vocea Americii în România (1969-1978), ed. Polirom, 1997
- Aici Mircea Carp, să auzim numai de bine, 2013 - recenzie